# Festival du film de Pula 2022
Le Festival du film de Pula 2022, 69e édition du festival, se déroule du 16 au 24 juillet 2022.

## Déroulement et faits marquants
Le film The Staffroom (Zbornica) de Sonja Tarokić remporte le prix du meilleur film et de la meilleure réalisation,.

## Jury

### Sélection croate
- Stefan Ruzowitzky (président du jury), réalisateur
- Rita Di Santo, critique
- Zrinko Ogresta, réalisateur
- Miran Miošić, monteur
- Marija Škaričić, actrice

### Sélection internationale
- Danica Ćurčić, actrice
- Jure Pavlović, réalisateur
- Christian Routh

## Sélection

### Sélection croate
- 4:2 de Anđelo Jurkas
- Kick and Scream (Baci se na pod) de Nina Violić
- Savages (Divljaci) de Dario Lonjak
- The Head of a Big Fish (Glava velike ribe) de Arsen Oremović
- Illyricvm de Simon Bogojevic Narath
- Even Pigs Go to Heaven (Nosila je rubac črleni) de Goran Dukić
- High on Life (Punim plućima) de Radislav Jovanov
- Sixth Bus (Šesti autobus) de Eduard Galić
- The Uncle (Stric) de David Kapac et Andrija Mardešić
- The Staffroom (Zbornica) de Sonja Tarokić

### Sélection internationale
- Varsovie 83, une affaire d'État de Jan P. Matuszyński  Pologne
- Et il y eut un matin de Eran Kolirin  Israël
- Dédales (Miracol) de Bogdan George Apetri  Roumanie
- Sonne de Kurdwin Ayub  Autriche
- Six Jours à Barcelone (Sis dies corrents) de Neus Ballús  Espagne
- Burning Days de Emin Alper  Turquie
- How I Learned to Fly de Radivoje Andrić  Bosnie-Herzégovine
- Mimi de Darijan Pejovski  Macédoine du Nord
- Heavens Above (Nebesa) de Srđan Dragojević  Serbie
- Being human is not so bad (Nije lose biti covek) de Dušan Kovačević  Serbie
- Butterfly Vision (Bachennya Metelyka) de Maksym Nakonechnyi  Ukraine

## Palmarès

### Sélection croate
- Grande Arène d'or du meilleur film : The Staffroom (Zbornica) de Sonja Tarokić
- Arène d'or du meilleur réalisateur : Sonja Tarokić pour The Staffroom (Zbornica)
- Arène d'or du meilleur scénario : The Uncle (Stric) de David Kapac et Andrija Mardešić
- Arène d'or de la meilleure actrice : Lana Barić pour The Head of a Big Fish (Glava velike ribe)
- Arène d'or du meilleur acteur : Stojan Matavulj pour The Staffroom (Zbornica)
- Arène d'or de la meilleure actrice dans un second rôle : Nives Ivanković pour The Staffroom (Zbornica)
- Arène d'or du  meilleur acteur dans un second rôle : Ljubo Zečević pour Even Pigs Go to Heaven (Nosila je rubac črleni)
- Arène d'or de la révélation : Nina Violić pour Kick and Scream (Baci se na pod)
- Arène d'or de la meilleure photographie : Stanko Herceg pour High on Life (Punim plućima)
- Arène d'or du meilleur montage : Borna Buljević pour The Staffroom (Zbornica)
- Arène d'or du meilleur son : High on Life
- Prix du jury de la critique : The Staffroom (Zbornica) de Sonja Tarokić

### Sélection internationale
- Meilleur film : Burning Days' de Emin Alper
- Mention spéciale : Maksym Nakonechnyi pour Butterfly Vision (Bachennya Metelyka)
- Prix du jury de la critique : Burning Days' de Emin Alper
- Prix du public : How I Learned to Fly de Radivoje Andrić